# نادژدا اسوستیانووا
نادژدا اسوستیانووا (روسی: Надежда Петровна Севостьянова؛ زادهٔ ۲ سپتامبر ۱۹۵۳) قایقران روئینگ اهل اتحاد جماهیر شوروی سوسیالیستی است.